# Aeropuerto de Angers-Loire
El Aeropuerto de Angers-Loire es un aeropuerto situado en la ciudad de Angers en Francia.

## Estadísticas
Ver fuente y consulta Wikidata.